# SN 1995H
SN 1995H – supernowa typu II odkryta 24 lutego 1995 roku w galaktyce NGC 3526. W momencie odkrycia miała maksymalną jasność 16,00m.